# Copa del Món de Futbol de 2002
La Copa del Món de la FIFA Corea/Japó 2002™ fou la XVII edició de la Copa del Món de Futbol, disputada a Corea del Sud i Japó, entre el 31 de maig i el 30 de juny de 2002. Aquest torneig va ser el primer organitzat en la història per dos països, el primer disputat fora d'Europa i Amèrica i el primer disputat a Àsia. També hi va debutar el nou model de pilota Fevernova.
El torneig, on hi participaren 32 seleccions, va tenir forts contrastos. Alguns equips considerats de segon i tercer ordre del futbol internacional van aconseguir excel·lents resultats, com els semifinalistes Turquia i Corea del Sud o la debutant selecció de Senegal que va quedar entre les vuit primeres, en canvi, alguns dels equips favorits van ser eliminats en la primera fase com Argentina, Portugal i França, en el que va ser la pitjor defensa del títol d'un campió de la Copa del Món, ja que només va obtindre un punt i no va marcar cap gol.
Això no obstant, la final de la copa va ser disputada per les dues principals potències en la història de la Copa del Món: Brasil i Alemanya. A Yokohama, Ronaldo va batre per dues vegades el porter Oliver Kahn, el que va permetre a Brasil obtindre el pentacampionat i convirtir a Sud-amèrica en el continent amb més títols en la història del torneig.
Un punt negre en el desenvolupament del campionat va ser el pobre paper dels àrbitres, acusats d'afavorir a la selecció de Corea del Sud en els enfrontaments contra Portugal, en l'últim partit de la fase de grups, i contra Itàlia i Espanya en vuitens i quarts de final, respectivament.

## Antecedents
L'elecció de la seu de la Copa del Món de Futbol de 2002 es va realitzar en un ambient similar al de la Copa del Món de 1994. La FIFA desitjava que el torneig fora organitzat per un país sense tradició futbolística on poder incentivar el desenvolupament de l'esport i amb grans capacitats de sostenibilitat econòmica, essent Corea del Sud i Japó els favorits per organitzar-lo. Mèxic, que havia pensat a presentar-se, va retirar la seva candidatura i el Congrés Executiu de la FIFA va decidir per unanimitat la realització del torneig a tots dos països.
Per primera vegada el torneig es disputaria a Àsia i també per primera vegada s'organitzaria per dos països conjuntament. Això, va provocar tota una sèrie d'inconvenients deguts a la llarga rivalitat històrica entre ambdós països (principalment a causa de la invasió japonesa de la península coreana durant la Segona Guerra Mundial). Malgrat tot, amb el pas del temps, aquestes diferències van minvar. El torneig va ser dividit equitativament entre les 10 seus de cada nació, disputant el partit inaugural en la capital sud-coreana, Seül, i la final a la ciutat japonesa de Yokohama. La falta d'una infraestructura futbolística als dos països va obligar a fer una elevada despesa econòmica per a la construcció dels estadis. Dels 20 estadis, 18 van ser construïts especialment per al torneig.
Als tornejos classificatoris, hi va haver un rècord de participants inscrites. Les principals sorpreses van ser les eliminacions de Colòmbia, dels Països Baixos i de la República Txeca. Un dels principals fets al llarg de les rondes classificatòries va ser la major victòria de la història entre seleccions nacionals: Austràlia va superar per 31 gols a zero a la feble selecció de la Samoa Americana. Malgrat aquesta rotunda victòria, el combinat australià no es va poder classificar en ser derrotat per Uruguai en una eliminatòria de repesca.

## Equips participants
Els següents 32 equips, agrupats per confederacions continentals, van participar en la fase final de Copa del Món de la FIFA Corea/Japó 2002™. França com a vigent campiona i Corea del Sud i Japó com a organitzadors estaven automàticament classificades, sense haver de jugar les eliminatòries prèvies. En itàliques, les seleccions debutants.
| - Àfrica (CAF) - Camerun - Nigèria - Senegal - Sud-àfrica - Tunísia - Àsia (AFC) - Aràbia Saudita - Corea del Sud - Japó - Xina - Amèrica del Sud (CONMEBOL) - Argentina - Brasil - Equador - Paraguai - Uruguai | - Europa (UEFA) - Alemanya - Anglaterra - Bèlgica - Croàcia - Dinamarca - Eslovènia - Espanya - França - República d'Irlanda - Itàlia - Polònia - Portugal - Rússia - Suècia - Turquia - Amèrica del Nord, Central i Carib (CONCACAF) - Costa Rica - Estats Units - Mèxic |

## Seus
Foren escollits deu estadis de Corea del Sud i deu més del Japó com a seu de la Copa del Món.
| Corea del Sud                                                                 | Corea del Sud                                                                 | Corea del Sud                                                                 | Corea del Sud                                                                | Corea del Sud                                                                | Corea del Sud                                                                |
| Daegu                                                                         | Seül                                                                          | Busan                                                                         | Busan                                                                        | Inchon                                                                       | Ulsan                                                                        |
| ----------------------------------------------------------------------------- | ----------------------------------------------------------------------------- | ----------------------------------------------------------------------------- | ---------------------------------------------------------------------------- | ---------------------------------------------------------------------------- | ---------------------------------------------------------------------------- |
| Daegu World Cup Stadium                                                       | Seoul World Cup Stadium                                                       | Busan Asiad Main Stadium                                                      | Busan Asiad Main Stadium                                                     | Incheon World Cup Stadium                                                    | Ulsan World Cup Stadium                                                      |
| Capacitat: 68.014                                                             | Capacitat: 63.961                                                             | Capacitat: 55,982                                                             | Capacitat: 55,982                                                            | Capacitat: 52.179                                                            | Capacitat: 43.550                                                            |
|                                                                               |                                                                               |                                                                               |                                                                              |                                                                              |                                                                              |
| Suwon                                                                         | Gwangju                                                                       | Jeonju                                                                        | Jeonju                                                                       | Seogwipo                                                                     | Daejeon                                                                      |
| Suwon World Cup Stadium                                                       | Gwangju World Cup Stadium                                                     | Jeonju World Cup Stadium                                                      | Jeonju World Cup Stadium                                                     | Jeju World Cup Stadium                                                       | Daejon World Cup Stadium                                                     |
| Capacitat: 43.188                                                             | Capacitat: 42.880                                                             | Capacitat: 42.391                                                             | Capacitat: 42.391                                                            | Capacitat: 42.256                                                            | Capacitat: 40.407                                                            |
|                                                                               |                                                                               |                                                                               |                                                                              |                                                                              |                                                                              |
| Corea del Sud BusanDaeguDaejeonGwangjuInchonJeonjuSeogwipoSeülSuwonUlsanJapan | Corea del Sud BusanDaeguDaejeonGwangjuInchonJeonjuSeogwipoSeülSuwonUlsanJapan | Corea del Sud BusanDaeguDaejeonGwangjuInchonJeonjuSeogwipoSeülSuwonUlsanJapan | Japó KashimaKobeMiyagiNiigataOitaOsakaSaitamaSapporoShizuokaYokohamaS. Korea | Japó KashimaKobeMiyagiNiigataOitaOsakaSaitamaSapporoShizuokaYokohamaS. Korea | Japó KashimaKobeMiyagiNiigataOitaOsakaSaitamaSapporoShizuokaYokohamaS. Korea |
| Japó                                                                          |                                                                               |                                                                               |                                                                              |                                                                              |                                                                              |
| Yokohama                                                                      | Saitama                                                                       | Shizuoka                                                                      | Shizuoka                                                                     | Osaka                                                                        | Miyagi                                                                       |
| International Stadium                                                         | Saitama Stadium                                                               | Ecopa Stadium                                                                 | Ecopa Stadium                                                                | Nagai Stadium                                                                | Miyagi Stadium                                                               |
| Capacitat: 72.327                                                             | Capacitat: 63.000                                                             | Capacitat: 50.600                                                             | Capacitat: 50.600                                                            | Capacitat: 50.000                                                            | Capacitat: 49.000                                                            |
|                                                                               |                                                                               |                                                                               |                                                                              |                                                                              |                                                                              |
| Oita                                                                          | Niigata                                                                       | Kashima                                                                       | Kashima                                                                      | Kobe                                                                         | Sapporo                                                                      |
| Big Eye Stadium                                                               | Stadium Big Swan                                                              | Kashima Stadium                                                               | Kashima Stadium                                                              | Wing Stadium                                                                 | Sapporo Dome                                                                 |
| Capacitat: 43.000                                                             | Capacitat: 42.300                                                             | Capacitat: 42,000                                                             | Capacitat: 42,000                                                            | Capacitat: 42.000                                                            | Capacitat: 42.000                                                            |
|                                                                               |                                                                               |                                                                               |                                                                              |                                                                              |                                                                              |

## Àrbitres
| Àfrica - Gamal Al-Ghandour - Coffi Codjia - Mourad Daami - Mohamed Guezzaz - Falla N'Doye · Àsia - Ali Bujsaim - Toru Kamikawa - Young-Joo Kim - Jun Lu - Saad Mane¨ · Oceania - Mark Shield | Europa - Pierluigi Collina - Hugh Dallas - Anders Frisk - Terje Hauge - Antonio López Nieto - Urs Meier - Vítor Melo Pereira - Markus Merk - Ľuboš Micheľ - Kim Milton Nielsen - Graham Poll - Kyros Vassaras - Gilles Veissière - Jan Wegereef | Amèrica del Nord, Central i Carib - Carlos Batres - Brian Hall - William Mattus - Peter Prendergast - Felipe Ramos · Amèrica del Sud - Ubaldo Aquino - Byron Moreno - René Ortube - Óscar Ruiz - Ángel Sánchez - Carlos Eugênio Simon |

## Plantilles
Per a la informació de les plantilles de les seleccions classificades per a la Copa del Món de Futbol 2002 vegeu l'article separat: Plantilles de la Copa del Món de futbol 2002.

## Primera fase
Els equips dels grups A, B, C i D van jugar a Corea del Sud. Els dels grups E, F, G i H al Japó.

### Grup A
| Equip     | Pts | PJ | PG | PE | PP | GF | GC | DIF |
| --------- | --- | -- | -- | -- | -- | -- | -- | --- |
| Dinamarca | 7   | 3  | 2  | 1  | 0  | 5  | 2  | +3  |
| Senegal   | 5   | 3  | 1  | 2  | 0  | 5  | 4  | +1  |
| Uruguai   | 2   | 3  | 0  | 2  | 1  | 4  | 5  | -1  |
| França    | 1   | 3  | 0  | 1  | 2  | 0  | 3  | -3  |

| França | 0 – 1   | Senegal        |
| ------ | ------- | -------------- |
|        | Informe | Bouba Diop 30' |

| Uruguai       | 1 – 2   | Dinamarca         |
| ------------- | ------- | ----------------- |
| Rodríguez 47' | Informe | Tomasson 45', 83' |

| Dinamarca          | 1 – 1   | Senegal        |
| ------------------ | ------- | -------------- |
| Tomasson 16' (pen) | Informe | Salif Diao 52' |

| França | 0 – 0   | Uruguai |
| ------ | ------- | ------- |
|        | Informe |         |

| Dinamarca                    | 2 – 0   | França |
| ---------------------------- | ------- | ------ |
| Rommedahl 22' · Tomasson 67' | Informe |        |

| Senegal                                | 3 – 3   | Uruguai                                     |
| -------------------------------------- | ------- | ------------------------------------------- |
| Fadiga 22' (pen) · Bouba Diop 26', 38' | Informe | Morales 47' · Forlán 69' · Recoba 88' (pen) |

### Grup B
| Equip      | Pts | PJ | PG | PE | PP | GF | GC | DIF |
| ---------- | --- | -- | -- | -- | -- | -- | -- | --- |
| Espanya    | 9   | 3  | 3  | 0  | 0  | 9  | 4  | +5  |
| Paraguai   | 4   | 3  | 1  | 1  | 1  | 6  | 6  | 0   |
| Sud-àfrica | 4   | 3  | 1  | 1  | 1  | 5  | 5  | 0   |
| Eslovènia  | 0   | 3  | 0  | 0  | 3  | 2  | 7  | -5  |

| Paraguai                | 2–2 | Sud-àfrica                  |
| ----------------------- | --- | --------------------------- |
| Santa Cruz 39' Arce 55' |     | Mokoena 63' Fortune 90' (p) |

 Asiad Main Stadium, Busan
Àrbitre: Lubos Michel (Eslovàquia)
Assistència: 25.186        
| Espanya                             | 3–1 | Eslovènia     |
| ----------------------------------- | --- | ------------- |
| Raúl 44' Valerón 74' Hierro 87' (p) |     | Cimirotic 82' |

 World Cup Stadium, Gwangju
Àrbitre: Mohamed Guezzaz (Marroc)
Assistència: 28.598        
| Espanya                           | 3–1 | Paraguai       |
| --------------------------------- | --- | -------------- |
| Morientes 53', 69' Hierro 83' (p) |     | Puyol 10' (pp) |

 World Cup Stadium, Jeonju
Àrbitre: Gamal Ghandour (Egipte)
Assistència: 24.000        
| Sud-àfrica  | 1–0 | Eslovènia |
| ----------- | --- | --------- |
| Nomvethe 4' |     |           |

 World Cup Stadium, Daegu
Àrbitre: Ángel Sánchez (Argentina)
Assistència: 47.226        
| Sud-àfrica              | 2–3 | Espanya                   |
| ----------------------- | --- | ------------------------- |
| McCarthy 31' Radebe 53' |     | Raúl 4', 56' Mendieta 45' |

 World Cup Stadium, Daejon
Àrbitre: Saad Mane (Kuwait)
Assistència: 31.024        
| Eslovènia    | 1–3 | Paraguai                          |
| ------------ | --- | --------------------------------- |
| Acimovic 45' |     | Nelson Cuevas 65', 84' Campos 73' |

 World Cup Stadium, Seogwipo
Àrbitre: Felipe Ramos Rizo (Mèxic)
Assistència: 30.176        

### Grup C
| Equip      | Pts | PJ | PG | PE | PP | GF | GC | DIF |
| ---------- | --- | -- | -- | -- | -- | -- | -- | --- |
| Brasil     | 9   | 3  | 3  | 0  | 0  | 11 | 3  | +8  |
| Turquia    | 4   | 3  | 1  | 1  | 1  | 5  | 3  | +2  |
| Costa Rica | 4   | 3  | 1  | 1  | 1  | 5  | 6  | -1  |
| Xina       | 0   | 3  | 0  | 0  | 3  | 0  | 9  | -9  |

| Brasil                      | 2–1 | Turquia       |
| --------------------------- | --- | ------------- |
| Ronaldo 50' Rivaldo 87' (p) |     | Hasan Şaş 45' |

 World Cup Stadium, Ulsan
Àrbitre: Young Joo Kim (Corea del Sud) 
Assistència: 33.842        
| Xina | 0–2 | Costa Rica                  |
| ---- | --- | --------------------------- |
|      |     | Ronald Gómez 61' Wright 65' |

 World Cup Stadium, Gwangju
Àrbitre: Kyros Vassaras (Grècia) 
Assistència: 27.217        
| Brasil                                                        | 4–0 | Xina |
| ------------------------------------------------------------- | --- | ---- |
| Roberto Carlos 15' Rivaldo 32' Ronaldinho 45' (p) Ronaldo 55' |     |      |

 World Cup Stadium, Seogwipo
Àrbitre: Anders Frisk (Suècia) 
Assistència: 36.750        
| Costa Rica | 1–1 | Turquia       |
| ---------- | --- | ------------- |
| Parks 86'  |     | Belözoğlu 56' |

 World Cup Stadium, Inchon
Àrbitre: Coffi Codjia (Benín) 
Assistència: 42.299        
| Costa Rica                    | 2–5 | Brasil                                               |
| ----------------------------- | --- | ---------------------------------------------------- |
| Wanchope 39' Ronald Gómez 56' |     | Ronaldo 10', 13' Edmilson 38' Rivaldo 62' Junior 64' |

 World Cup Stadium, Suwon
Àrbitre: Gamal Ghandour (Egipte) 
Assistència: 38.524        
| Turquia                                  | 3–0 | Xina |
| ---------------------------------------- | --- | ---- |
| Şaş 6' Bülent Korkmaz 9' Ümit Davala 85' |     |      |

 World Cup Stadium, Seül
Àrbitre: Óscar Ruiz (Colòmbia) 
Assistència: 43.605        

### Grup D
| Equip         | Pts | PJ | PG | PE | PP | GF | GC | DIF |
| ------------- | --- | -- | -- | -- | -- | -- | -- | --- |
| Corea del Sud | 7   | 3  | 2  | 1  | 0  | 4  | 1  | +3  |
| Estats Units  | 4   | 3  | 1  | 1  | 1  | 5  | 6  | -1  |
| Portugal      | 3   | 3  | 1  | 0  | 2  | 6  | 4  | +2  |
| Polònia       | 3   | 3  | 1  | 0  | 2  | 3  | 7  | -4  |

| Corea del Sud                        | 2–0 | Polònia |
| ------------------------------------ | --- | ------- |
| Sun Hong Hwang 26' Sang Chul Yoo 53' |     |         |

 Asiad Main Stadium, Busan
Àrbitre: Óscar Ruiz (Colòmbia) 
Assistència: 48.760        
| Estats Units                                | 3–2 | Portugal                |
| ------------------------------------------- | --- | ----------------------- |
| O'Brien 4' Jorge Costa 30' (pp) McBride 36' |     | Beto 39' Agoos 71' (pp) |

 World Cup Stadium, Suwon
| Corea del Sud     | 1–1 | Estats Units |
| ----------------- | --- | ------------ |
| Jung Hwan Ahn 78' |     | Mathis 24'   |

 World Cup Stadium, Daegu
Àrbitre: Urs Meier (Suïssa) 
Assistència: 60.778        
| Portugal                            | 4–0 | Polònia |
| ----------------------------------- | --- | ------- |
| Pauleta 14', 65', 77' Rui Costa 88' |     |         |

 World Cup Stadium, Jeonju
Àrbitre: Hugh Dallas (Escòcia) 
Assistència: 31.000        
| Portugal | 0–1 | Corea del Sud    |
| -------- | --- | ---------------- |
|          |     | Ji Sung Park 70' |

 World Cup Stadium, Inchon
Àrbitre: Ángel Sánchez (Argentina)
Assistència: 50.239        
| Polònia                                   | 3–1 | Estats Units |
| ----------------------------------------- | --- | ------------ |
| Olisadebe 3' Kryszalowicz 5' Zewlakow 66' |     | Donovan 83'  |

 World Cup Stadium, [[]]
Àrbitre: Lu Jun (Xina) 
Assistència: 26.482        

### Grup E
| Equip               | Pts | PJ | PG | PE | PP | GF | GC | DIF |
| ------------------- | --- | -- | -- | -- | -- | -- | -- | --- |
| Alemanya            | 7   | 3  | 2  | 1  | 0  | 11 | 1  | +10 |
| República d'Irlanda | 5   | 3  | 1  | 2  | 0  | 5  | 2  | +3  |
| Camerun             | 4   | 3  | 1  | 1  | 1  | 2  | 3  | -1  |
| Aràbia Saudita      | 0   | 3  | 0  | 0  | 3  | 0  | 12 | -12 |

| República d'Irlanda | 1–1 | Camerun   |
| ------------------- | --- | --------- |
| Holland 52'         |     | Mboma 39' |

 Stadium Big Swan, Niigata
Àrbitre: Toru Kamikawa (Japó) 
Assistència: 33.679        
| Alemanya                                                                         | 8–0 | Aràbia Saudita |
| -------------------------------------------------------------------------------- | --- | -------------- |
| Klose 20', 25', 70' Ballack 40' Jancker 45' Linke 73' Bierhoff 84' Schneider 90' |     |                |

 Sapporo Dome, Sapporo
Àrbitre: Ubaldo Aquino (Paraguai) 
Assistència: 32.218        
| Alemanya  | 1–1 | República d'Irlanda |
| --------- | --- | ------------------- |
| Klose 19' |     | Robbie Keane        |

 Kashima Stadium, Ibaraki
Àrbitre: Kim Milton Nielsen (Dinamarca) 
Assistència: 35.854        
| Camerun   | 1–0 | Aràbia Saudita |
| --------- | --- | -------------- |
| Eto'o 66' |     |                |

 Saitama Stadium, Saitama
Àrbitre: Terje Hauge (Noruega) 
Assistència: 52.328        
| Camerun | 0–2 | Alemanya           |
| ------- | --- | ------------------ |
|         |     | Bode 50' Klose 79' |

 Ecopa Stadium, Shizuoka
Àrbitre: Antonio López Nieto (Espanya) 
Assistència: 47.085        
| Aràbia Saudita | 0–3 | República d'Irlanda                |
| -------------- | --- | ---------------------------------- |
|                |     | Robbie Keane 7' Breen 61' Duff 87' |

 International Stadium, Yokohama
Àrbitre: Falla Ndoye (Senegal) 
Assistència: 65.320        

### Grup F
| Equip      | Pts | PJ | PG | PE | PP | GF | GC | DIF |
| ---------- | --- | -- | -- | -- | -- | -- | -- | --- |
| Suècia     | 5   | 3  | 1  | 2  | 0  | 4  | 3  | +1  |
| Anglaterra | 5   | 3  | 1  | 2  | 0  | 2  | 1  | +1  |
| Argentina  | 4   | 3  | 1  | 1  | 1  | 2  | 2  | 0   |
| Nigèria    | 1   | 3  | 0  | 1  | 2  | 1  | 3  | -2  |

| Anglaterra   | 1–1 | Suècia            |
| ------------ | --- | ----------------- |
| Campbell 24' |     | Alexandersson 59' |

 Saitama Stadium, Saitama
Àrbitre: Carlos Simon (Brasil) 
Assistència: 52.721        
| Argentina     | 1–0 | Nigèria |
| ------------- | --- | ------- |
| Batistuta 63' |     |         |

 Kashima Stadium, Ibaraki
Àrbitre: Gilles Veissiere (França)
Assistència: 34.050        
| Suècia               | 2–1 | Nigèria      |
| -------------------- | --- | ------------ |
| Larsson 35', 63' (p) |     | Aghahowa 27' |

 Wing Stadium, Kobe
Àrbitre: René Ortube (Bolívia) 
Assistència: 36.194        
| Argentina | 0–1 | Anglaterra      |
| --------- | --- | --------------- |
|           |     | Beckham 44' (p) |

 Sapporo Dome, Sapporo
Àrbitre: Pierluigi Collina (Itàlia) 
Assistència: 35.927        
| Suècia       | 1–1 | Argentina         |
| ------------ | --- | ----------------- |
| Svensson 59' |     | Hernán Crespo 88' |

 Miyagi Stadium, Miyagi
Àrbitre: Ali Bujsaim (Emirats Àrabs Units) 
Assistència: 45.777        
| Nigèria | 0–0 | Anglaterra |
| ------- | --- | ---------- |
|         |     |            |

 Nagai Stadium, Osaka
Àrbitre: Brian Hall (Estats Units)
Assistència: 44.864        

### Grup G
| Equip   | Pts | PJ | PG | PE | PP | GF | GC | DIF |
| ------- | --- | -- | -- | -- | -- | -- | -- | --- |
| Mèxic   | 7   | 3  | 2  | 1  | 0  | 4  | 2  | +2  |
| Itàlia  | 4   | 3  | 1  | 1  | 1  | 4  | 3  | +1  |
| Croàcia | 3   | 3  | 1  | 0  | 2  | 2  | 3  | -1  |
| Equador | 3   | 3  | 1  | 0  | 2  | 2  | 4  | -2  |

| Croàcia | 0–1 | Mèxic          |
| ------- | --- | -------------- |
|         |     | Blanco 60' (p) |

 Stadium Big Swan, Niigata
Àrbitre: Lu Jun (Xina) 
Assistència: 32.239        
| Itàlia        | 2–0 | Equador |
| ------------- | --- | ------- |
| Vieri 7', 27' |     |         |

 Sapporo Dome, Sapporo
Àrbitre: Brian Hall (Estats Units) 
Assistència: 31.081        
| Itàlia    | 1–2 | Croàcia             |
| --------- | --- | ------------------- |
| Vieri 55' |     | Olic 73' Rapaic 76' |

 Kashima Stadium, Ibaraki
Àrbitre: Graham Poll (Anglaterra) 
Assistència: 36.472        
| Mèxic                    | 2–1 | Equador    |
| ------------------------ | --- | ---------- |
| Borgetti 28' Torrado 57' |     | Delgado 5' |

 Miyagi Stadium, Miyagi
Àrbitre: Mourad Daami (Tunísia) 
Assistència: 45.610        
| Mèxic        | 1–1 | Itàlia        |
| ------------ | --- | ------------- |
| Borgetti 34' |     | Del Piero 85' |

 Big Eye Stadium, Oita
Àrbitre: Carlos Simon (Brasil) 
Assistència: 39.291        
| Equador    | 1–0 | Croàcia |
| ---------- | --- | ------- |
| Méndez 48' |     |         |

 International Stadium, Yokohama
Àrbitre: William Mattus (Costa Rica) 
Assistència: 65.862        

### Grup H
| Equip   | Pts | PJ | PG | PE | PP | GF | GC | DIF |
| ------- | --- | -- | -- | -- | -- | -- | -- | --- |
| Japó    | 7   | 3  | 2  | 1  | 0  | 5  | 2  | +3  |
| Bèlgica | 5   | 3  | 1  | 2  | 0  | 6  | 5  | +1  |
| Rússia  | 3   | 3  | 1  | 0  | 2  | 4  | 4  | 0   |
| Tunísia | 1   | 3  | 0  | 1  | 2  | 1  | 5  | -4  |

| Japó                   | 2–2 | Bèlgica                        |
| ---------------------- | --- | ------------------------------ |
| Suzuki 59' Inamoto 67' |     | Wilmots 57' Van der Heyden 75' |

 Saitama Stadium, Saitama
Àrbitre: William Mattus (Costa Rica) 
Assistència: 55.256        
| Rússia                   | 2–0 | Tunísia |
| ------------------------ | --- | ------- |
| Titov 59' Karpin 64' (p) |     |         |

 Wing Stadium, Kobe
Àrbitre: Peter Prendergast (Jamaica) 
Assistència: 30.957        
| Japó        | 1–0 | Rússia |
| ----------- | --- | ------ |
| Inamoto 51' |     |        |

 International Stadium, Yokohama
Àrbitre: Markus Merk (Alemanya) 
Assistència: 66.108        
| Tunísia      | 1–1 | Bèlgica     |
| ------------ | --- | ----------- |
| Bouzaine 17' |     | Wilmots 13' |

 Big Eye Stadium, Oita
Àrbitre: Mark Shield (Austràlia) 
Assistència: 39.700        
| Tunísia | 0–2 | Japó                               |
| ------- | --- | ---------------------------------- |
|         |     | Morishima 48' Hidetoshi Nakata 75' |

 Nagai Stadium, Osaka
Àrbitre: Gilles Veissiere (França) 
Assistència: 45.213        
| Bèlgica                        | 3–2 | Rússia                      |
| ------------------------------ | --- | --------------------------- |
| Walem 7' Sonck 78' Wilmots 82' |     | Beschastnykh 52' Sitxov 88' |

 Ecopa Stadium, Shizuoka
Àrbitre: Kim Milton Nielsen (Dinamarca) 
Assistència: 46.640        

## Segona fase
|  | Vuitens de final      | Vuitens de final      |                       |       | Quarts de final | Quarts de final |                    |                    | Semifinals | Semifinals |  |  | Final | Final |
|  |                       |                       |                       |       |                 |                 |                    |                    |            |            |  |  |       |       |
|  | 15 de juny - Seogwipo |                       |                       |       |                 |                 |                    |                    |            |            |  |  |       |       |
|  |                       |                       |                       |       |                 |                 |                    |                    |            |            |  |  |       |       |
|  | Alemanya              | 1                     |                       |       |                 |                 |                    |                    |            |            |  |  |       |       |
|  | Alemanya              | 1                     | 21 de juny - Ulsan    |       |                 |                 |                    |                    |            |            |  |  |       |       |
|  | Paraguai              | 0                     |                       |       |                 |                 |                    |                    |            |            |  |  |       |       |
|  | Paraguai              | 0                     | Alemanya              | 1     |                 |                 |                    |                    |            |            |  |  |       |       |
|  | 17 de juny - Jeonju   |                       | Alemanya              | 1     |                 |                 |                    |                    |            |            |  |  |       |       |
|  |                       | Estats Units          | 0                     |       |                 |                 |                    |                    |            |            |  |  |       |       |
|  | Mèxic                 | Estats Units          | 0                     | 0     |                 |                 |                    |                    |            |            |  |  |       |       |
|  | Mèxic                 |                       | 25 de juny - Seül     | 0     |                 |                 |                    |                    |            |            |  |  |       |       |
|  | Estats Units          | 2                     |                       |       |                 |                 |                    |                    |            |            |  |  |       |       |
|  | Estats Units          | 2                     | Alemanya              | 1     |                 |                 |                    |                    |            |            |  |  |       |       |
|  | 16 de juny - Suwon    |                       | Alemanya              | 1     |                 |                 |                    |                    |            |            |  |  |       |       |
|  |                       | Corea del Sud         | 0                     |       |                 |                 |                    |                    |            |            |  |  |       |       |
|  | Espanya (pen.)        | Corea del Sud         | 0                     | 1 (3) |                 |                 |                    |                    |            |            |  |  |       |       |
|  | Espanya (pen.)        | 22 de juny - Gwangju  |                       | 1 (3) |                 |                 |                    |                    |            |            |  |  |       |       |
|  | República d'Irlanda   | 1 (2)                 |                       |       |                 |                 |                    |                    |            |            |  |  |       |       |
|  | República d'Irlanda   | 1 (2)                 | Espanya               | 0 (3) |                 |                 |                    |                    |            |            |  |  |       |       |
|  | 18 de juny - Daejon   |                       | Espanya               | 0 (3) |                 |                 |                    |                    |            |            |  |  |       |       |
|  |                       | Corea del Sud (pen.)  | 0 (5)                 |       |                 |                 |                    |                    |            |            |  |  |       |       |
|  | Corea del Sud (pr.)   | Corea del Sud (pen.)  | 0 (5)                 | 2     |                 |                 |                    |                    |            |            |  |  |       |       |
|  | Corea del Sud (pr.)   |                       | 30 de juny - Yokohama | 2     |                 |                 |                    |                    |            |            |  |  |       |       |
|  | Itàlia                | 1                     |                       |       |                 |                 |                    |                    |            |            |  |  |       |       |
|  | Itàlia                | 1                     | Brasil                | 2     |                 |                 |                    |                    |            |            |  |  |       |       |
|  | 15 de juny - Niigata  |                       | Brasil                | 2     |                 |                 |                    |                    |            |            |  |  |       |       |
|  |                       | Alemanya              | 0                     |       |                 |                 |                    |                    |            |            |  |  |       |       |
|  | Dinamarca             | Alemanya              | 0                     | 0     |                 |                 |                    |                    |            |            |  |  |       |       |
|  | Dinamarca             | 21 de juny - Shizuoka |                       | 0     |                 |                 |                    |                    |            |            |  |  |       |       |
|  | Anglaterra            | 3                     |                       |       |                 |                 |                    |                    |            |            |  |  |       |       |
|  | Anglaterra            | 3                     | Anglaterra            | 1     |                 |                 |                    |                    |            |            |  |  |       |       |
|  | 17 de juny - Kobe     |                       | Anglaterra            | 1     |                 |                 |                    |                    |            |            |  |  |       |       |
|  |                       | Brasil                | 2                     |       |                 |                 |                    |                    |            |            |  |  |       |       |
|  | Brasil                | Brasil                | 2                     | 2     |                 |                 |                    |                    |            |            |  |  |       |       |
|  | Brasil                |                       | 26 de juny - Saitama  | 2     |                 |                 |                    |                    |            |            |  |  |       |       |
|  | Bèlgica               | 0                     |                       |       |                 |                 |                    |                    |            |            |  |  |       |       |
|  | Bèlgica               | 0                     | Brasil                | 1     |                 |                 |                    |                    |            |            |  |  |       |       |
|  | 16 de juny - Oita     |                       | Brasil                | 1     |                 |                 |                    |                    |            |            |  |  |       |       |
|  |                       | Turquia               | 0                     |       | Tercer lloc     | Tercer lloc     |                    |                    |            |            |  |  |       |       |
|  | Suècia                | Turquia               | 0                     | 1     | Tercer lloc     | Tercer lloc     |                    |                    |            |            |  |  |       |       |
|  | Suècia                | 22 de juny - Osaka    | 22 de juny - Osaka    | 1     |                 |                 | 29 de juny - Daegu | 29 de juny - Daegu |            |            |  |  |       |       |
|  | Senegal (pr.)         | 22 de juny - Osaka    | 22 de juny - Osaka    | 2     |                 |                 | 29 de juny - Daegu | 29 de juny - Daegu |            |            |  |  |       |       |
|  | Senegal (pr.)         | Senegal               | 0                     | 2     | Corea del Sud   | 2               |                    |                    |            |            |  |  |       |       |
|  | 18 de juny - Miyagi   | Senegal               | 0                     |       | Corea del Sud   | 2               |                    |                    |            |            |  |  |       |       |
|  |                       | Turquia (pr.)         | 1                     |       | Turquia         | 3               |                    |                    |            |            |  |  |       |       |
|  | Japó                  | Turquia (pr.)         | 1                     | 0     | Turquia         | 3               |                    |                    |            |            |  |  |       |       |
|  | Japó                  |                       |                       | 0     |                 |                 |                    |                    |            |            |  |  |       |       |
|  | Turquia               | 1                     |                       |       |                 |                 |                    |                    |            |            |  |  |       |       |
|  | Turquia               | 1                     |                       |       |                 |                 |                    |                    |            |            |  |  |       |       |

### Vuitens de final
| Alemanya     | 1–0 | Paraguai |
| ------------ | --- | -------- |
| Neuville 88' |     |          |

 Jeju World Cup Stadium, Seogwipo
Àrbitre: Carlos Batres (Guatemala) 
Assistència: 25.176        
| Mèxic | 0–2 | Estats Units           |
| ----- | --- | ---------------------- |
|       |     | McBride 8' Donovan 65' |

 Jeonju World Cup Stadium, Jeonju
Àrbitre: Vitor Melo Pereira (Portugal) 
Assistència: 36.380        
| Espanya      | 1–1 | República d'Irlanda  |
| ------------ | --- | -------------------- |
| Morientes 8' |     | Robbie Keane 90' (p) |

 Suwon World Cup Stadium, Suwon
Àrbitre: Anders Frisk (Suècia) 
Assistència: 38.926        
|  | Tanda de penals |          |     |          |              |
|  | Hierro          | Encertat | 1:1 | Encertat | Robbie Keane |
|  | Baraja          | Encertat | 2:1 | Fallat   | Holland      |
|  | Juanfran        | Fallat   | 2:1 | Fallat   | Connolly     |
|  | Valerón         | Fallat   | 2:1 | Fallat   | Kilbane      |
|  | Mendieta        | Encertat | 3:2 | Encertat | Finnan       |
|  |                 |          |     |          |              |

| Corea del Sud                                   | 2–1 | Itàlia    |
| ----------------------------------------------- | --- | --------- |
| Ki Hyeon Seol 88' Jung Hwan Ahn 117' (gol d'or) |     | Vieri 18' |

 Daejon World Cup Stadium, Daejon
Àrbitre: Byron Moreno (Equador) 
Assistència: 38.588        
| Dinamarca | 0–3 | Anglaterra                       |
| --------- | --- | -------------------------------- |
|           |     | Ferdinand 5' Owen 22' Heskey 44' |

 Stadium Big Swan, Niigata
Àrbitre: Markus Merk (Alemanya) 
Assistència: 40.582        
| Brasil                  | 2–0 | Bèlgica |
| ----------------------- | --- | ------- |
| Rivaldo 67' Ronaldo 87' |     |         |

 Wing Stadium, Kobe
Àrbitre: Peter Prendergast (Jamaica) 
Assistència: 40.440        
| Suècia      | 1–2 | Senegal                           |
| ----------- | --- | --------------------------------- |
| Larsson 11' |     | Henri Camara 37', 104' (gol d'or) |

 Big Eye Stadium, Oita
Àrbitre: Ubaldo Aquino (Paraguai) 
Assistència: 39.747        
| Japó | 0–1 | Turquia         |
| ---- | --- | --------------- |
|      |     | Ümit Davala 12' |

 Miyagi Stadium, Miyagi
Àrbitre: Pierluigi Collina (Itàlia) 
Assistència: 45.666        

### Quarts de final
| Alemanya    | 1–0 | Estats Units |
| ----------- | --- | ------------ |
| Ballack 39' |     |              |

 World Cup Stadium, Ulsan
Àrbitre: Hugh Dallas (Escòcia) 
Assistència: 37.337        
| Espanya | 0–0 | Corea del Sud |
| ------- | --- | ------------- |
|         |     |               |

 World Cup Stadium, Gwangju
Àrbitre: Gamal Ghandour (Egipte) 
Assistència: 42.114        
|  | Tanda de penals |          |     |          |                |
|  | Hierro          | Encertat | 1:1 | Encertat | Sun Hong Hwang |
|  | Baraja          | Encertat | 2:2 | Encertat | Ji Sung Park   |
|  | Xavi            | Encertat | 3:3 | Encertat | Ki Hyeon Seol  |
|  | Joaquín         | Fallat   | 3:4 | Encertat | Hwan Jung Ahn  |
|  |                 |          | 3:5 | Encertat | Myung Bo Hong  |

| Anglaterra | 1–2 | Brasil                     |
| ---------- | --- | -------------------------- |
| Owen 23'   |     | Rivaldo 45' Ronaldinho 50' |

 Ecopa Stadium, Shizuoka
Àrbitre: Felipe Ramos Rizo (Mèxic) 
Assistència: 47.436        
| Senegal | 0–1 | Turquia                     |
| ------- | --- | --------------------------- |
|         |     | İlhan Mansız 94' (gol d'or) |

 Nagai Stadium, Osaka
Àrbitre: Óscar Ruiz (Colòmbia) 
Assistència: 44.233        

### Semifinals
| Alemanya    | 1–0 | Corea del Sud |
| ----------- | --- | ------------- |
| Ballack 75' |     |               |

 Seoul World Cup Stadium, Seül
Àrbitre: Urs Meier (Suïssa) 
Assistència: 65.256        
| Brasil      | 1–0 | Turquia |
| ----------- | --- | ------- |
| Ronaldo 49' |     |         |

 Saitama Stadium, Saitama
Àrbitre: Kim Milton Nielsen (Dinamarca) 
Assistència: 61.058        

### Tercer lloc
| Corea del Sud                      | 2–3 | Turquia                                |
| ---------------------------------- | --- | -------------------------------------- |
| Eul Yong Lee 9' Chong Gug Song 93' |     | Hakan Şükür 11″¹ İlhan Mansız 13', 32' |

 World Cup Stadium, Daegu
Àrbitre: Saad Mane (Kuwait) 
Assistència: 63.483        
1: El gol de Hakan Şükür als 11 segons és el gol més ràpid en la història de la Copa del Món.

| COREA DEL SUD                                                                  | TURQUIA                                                                  |
| ------------------------------------------------------------------------------ | ------------------------------------------------------------------------ |
| 1 Woon-Jae                                                                     | 1 Rüştü                                                                  |
| 6 Sang-Chul                                                                    | 3 Korkmaz                                                                |
| 9 Ki-Hyeon                                                                     | 4 Akyel                                                                  |
| 10 Young-Pyo                                                                   | 5 Özalan                                                                 |
| 13 Eul-Yong                                                                    | 8 Kerimoğlu                                                              |
| 14 Chun-Soo                                                                    | 9 Hakan Şükür                                                            |
| 15 Min-Sung                                                                    | 10 Baştürk                                                               |
| 19 Jung-Hwan                                                                   | 17 Mansız                                                                |
| 20 Myung-Bo                                                                    | 18 Ergün                                                                 |
| 21 Ji-Sung                                                                     | 21 Belözoğlu                                                             |
| 22 Chong-Gug                                                                   | 22 Davala                                                                |
| DT Guus Hiddink                                                                | DT Şenol Güneş                                                           |
| Canvis Tae-Young (Myung-Bo, 46') Doo-Ri (Eul-Yong, 65') Tae-Uk (Ki-Hyeon, 79') | Canvis Ünsal (Belözoğlu, 41') Buruk (Davala, 76') Havutçu (Baştürk, 86') |
| Amonestats Eul-Yong (23')                                                      | Amonestats Kerimoğlu (50') Rüştü (83')                                   |

### Final
| Brasil           | 2–0 | Alemanya |
| ---------------- | --- | -------- |
| Ronaldo 67', 79' |     |          |

 International Stadium, Yokohama
Àrbitre: Pierluigi Collina (Itàlia) 
Assistència: 69.290        
| BRASIL                                                             | ALEMANYA                                                                                               |
| ------------------------------------------------------------------ | --- |
| 1 Marcos                                                           | 1 Oliver Kahn                                                                                          |
| 2 Cafú                                                             | 2 Thomas Linke                                                                                         |
| 3 Lúcio                                                            | 21 Cristoph Metzelder                                                                                  |
| 4 Roque Júnior                                                     | 5 Carsten Ramelow                                                                                      |
| 5 Edmílson                                                         | 8 Dietmar Hamann                                                                                       |
| 6 Roberto Carlos                                                   | 16 Jens Jeremies                                                                                       |
| 8 Gilberto Silva                                                   | 19 Bernd Schneider                                                                                     |
| 11 Ronaldinho                                                      | 22 Torsten Frings                                                                                      |
| 15 Kléberson                                                       | 17 Marco Bode                                                                                          |
| 9 Ronaldo                                                          | 11 Miroslav Klose                                                                                      |
| 10 Rivaldo                                                         | 7 Oliver Neuville                                                                                      |
| DT Luiz Felipe Scolari                                             | DT Rudi Völler                                                                                         |
| Canvis 19 J. Paulista (Ronaldinho, 85') 17 Denílson (Ronaldo, 90') | Canvis 20 Oliver Bierhoff (Klose, 74') 14 Gerald Asamoah (Jeremies, 77') 6 Christian Ziege (Bode, 84') |
| Amonestats Roque Júnior (6')                                       | Amonestats Klose (9')                                                                                  |

| Brazil        |
| Campió BRASIL |

## Premis
| Guanyador de la Copa del Món de Futbol 2002 |
| ------------------------------------------- |
| Brasil Cinqué títol                         |

| Trofeu Pilota d'or al millor jugador: | Trofeu Bota d'or al màxim golejador: | Trofeu Iaixin al millor porter: | Trofeu FIFA al joc net: | Trofeu a l'equip més entretingut: |
| ------------------------------------- | ------------------------------------ | ------------------------------- | ----------------------- | --------------------------------- |
| Oliver Kahn ·                         | Ronaldo ·                            | Oliver Kahn ·                   | Bèlgica ·               | Corea del Sud ·                   |

### Selecció FIFA's World Cup del campionat
| Porters                      | Defenses                                                                         | Centrecampistes                                                          | Davanters                                               |
| ---------------------------- | -------------------------------------------------------------------------------- | ------------------------------------------------------------------------ | ------------------------------------------------------- |
| Oliver Kahn · Rüştü Reçber · | Roberto Carlos · Sol Campbell · Fernando Hierro · Hong Myung-Bo · Alpay Özalan · | Rivaldo · Ronaldinho · Michael Ballack · Yoo Sang-Chul · Claudio Reyna · | Ronaldo · Miroslav Klose · El Hadji Diouf · Hasan Şaş · |

## Classificació final

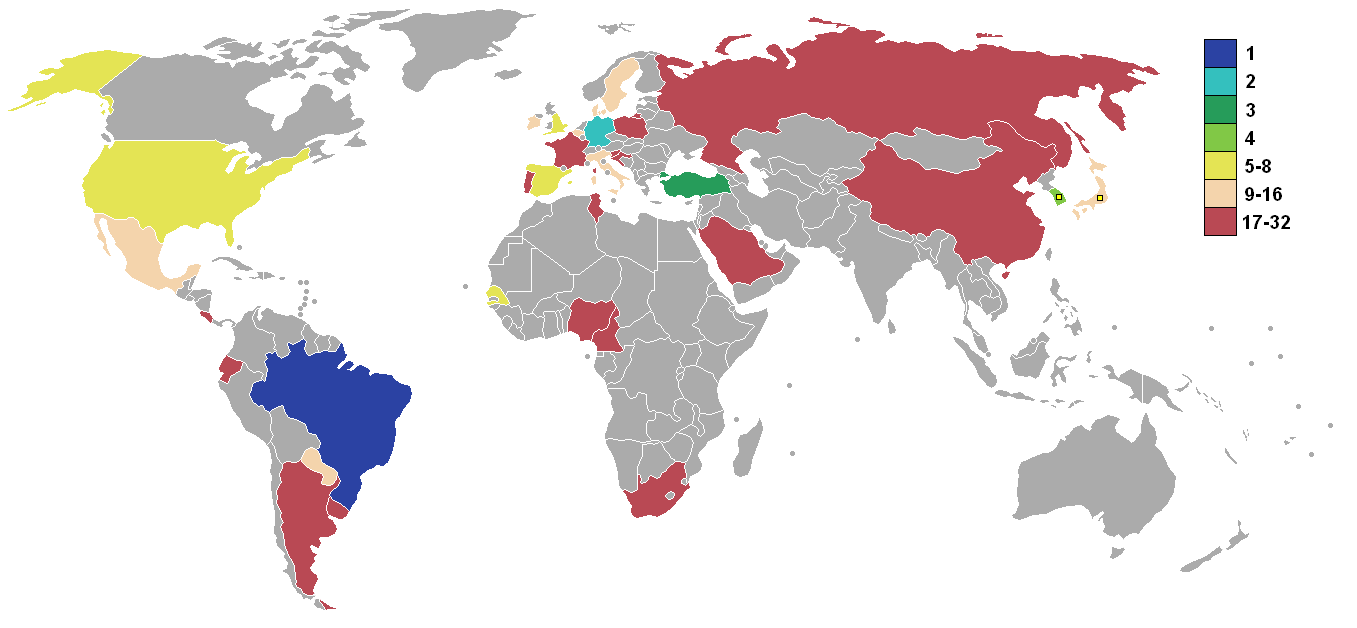
Mapa amb els països per ordre de classificació final de la Copa del Món de 2002

| Equip | Equip               | Pts | PJ | PG | PE | PP | GF | GC | Dif | Rend   |
| ----- | ------------------- | --- | -- | -- | -- | -- | -- | -- | --- | ------ |
| 1     | Brasil              | 21  | 7  | 7  | 0  | 0  | 18 | 4  | +14 | 100,0% |
| 2     | Alemanya            | 16  | 7  | 5  | 1  | 1  | 14 | 3  | +11 | 76,2%  |
| 3     | Turquia             | 13  | 7  | 4  | 1  | 2  | 10 | 6  | +4  | 61,9%  |
| 4     | Corea del Sud       | 11  | 7  | 3  | 2  | 2  | 8  | 6  | +2  | 52,4%  |
| 5     | Espanya             | 11  | 5  | 3  | 2  | 0  | 10 | 5  | +5  | 73,3%  |
| 6     | Anglaterra          | 8   | 5  | 2  | 2  | 1  | 6  | 3  | +3  | 53,3%  |
| 7     | Senegal             | 8   | 5  | 2  | 2  | 1  | 7  | 6  | +1  | 53,3%  |
| 8     | Estats Units        | 7   | 5  | 2  | 1  | 2  | 7  | 7  | 0   | 46,7%  |
| 9     | Japó                | 7   | 4  | 2  | 1  | 1  | 5  | 3  | +2  | 58,3%  |
| 10    | Dinamarca           | 7   | 4  | 2  | 1  | 1  | 5  | 5  | 0   | 58,3%  |
| 11    | Mèxic               | 7   | 4  | 2  | 1  | 1  | 4  | 4  | 0   | 58,3%  |
| 12    | República d'Irlanda | 6   | 4  | 1  | 3  | 0  | 6  | 3  | +3  | 50,0%  |
| 13    | Suècia              | 5   | 4  | 1  | 2  | 1  | 5  | 5  | 0   | 41,7%  |
| 14    | Bèlgica             | 5   | 4  | 1  | 2  | 1  | 6  | 7  | -1  | 41,7%  |
| 15    | Itàlia              | 4   | 4  | 1  | 1  | 2  | 5  | 5  | 0   | 33,3%  |
| 16    | Paraguai            | 4   | 4  | 1  | 1  | 2  | 6  | 7  | -1  | 33,3%  |
| 17    | Sud-àfrica          | 4   | 3  | 1  | 1  | 1  | 5  | 5  | 0   | 44,4%  |
| 18    | Argentina           | 4   | 3  | 1  | 1  | 1  | 2  | 2  | 0   | 44,4%  |
| 19    | Costa Rica          | 4   | 3  | 1  | 1  | 1  | 5  | 6  | -1  | 44,4%  |
| 20    | Camerun             | 4   | 3  | 1  | 1  | 1  | 2  | 3  | -1  | 44,4%  |
| 21    | Portugal            | 3   | 3  | 1  | 0  | 2  | 6  | 4  | +2  | 33,3%  |
| 22    | Rússia              | 3   | 3  | 1  | 0  | 2  | 4  | 4  | 0   | 33,3%  |
| 23    | Croàcia             | 3   | 3  | 1  | 0  | 2  | 2  | 3  | -1  | 33,3%  |
| 24    | Equador             | 3   | 3  | 1  | 0  | 2  | 2  | 4  | -2  | 33,3%  |
| 25    | Polònia             | 3   | 3  | 1  | 0  | 2  | 3  | 7  | -4  | 33,3%  |
| 26    | Uruguai             | 2   | 3  | 0  | 2  | 1  | 4  | 5  | -1  | 22,2%  |
| 27    | Nigèria             | 1   | 3  | 0  | 1  | 2  | 1  | 3  | -2  | 11,1%  |
| 28    | França              | 1   | 3  | 0  | 1  | 2  | 0  | 3  | -3  | 11,1%  |
| 29    | Tunísia             | 1   | 3  | 0  | 1  | 2  | 1  | 5  | -4  | 11,1%  |
| 30    | Eslovènia           | 0   | 3  | 0  | 0  | 3  | 2  | 7  | -5  | 0,0%   |
| 31    | Xina                | 0   | 3  | 0  | 0  | 3  | 0  | 9  | -9  | 0,0%   |
| 32    | Aràbia Saudita      | 0   | 3  | 0  | 0  | 3  | 0  | 12 | -12 | 0,0%   |

## Màxims Golejadors
| 8 gols - Ronaldo 5 gols - Rivaldo - Miroslav Klose 4 gols - Jon Dahl Tomasson - Christian Vieri 3 gols - Marc Wilmots - Michael Ballack - Robbie Keane - Pauleta - Papa Bouba Diop - Fernando Morientes - Raúl - Henrik Larsson - İlhan Mansız 2 gols - Ronaldinho - Rónald Gómez - Michael Owen - Junichi Inamoto - Jared Borgetti - Nelson Cuevas - Henri Camara - Ahn Jung-Hwan - Fernando Hierro - Ümit Davala - Hasan Şaş - Brian McBride - Landon Donovan | 1 gol - Gabriel Batistuta - Hernán Crespo - Wesley Sonck - Peter Van Der Heyden - Johan Walem - Edmílson - Júnior - Roberto Carlos - Samuel Eto'o - Patrick Mboma - Winston Parks - Paulo Wanchope - Mauricio Wright - Ivica Olić - Milan Rapaić - Dennis Rommedahl - Agustín Delgado - Edison Méndez - David Beckham - Sol Campbell - Rio Ferdinand - Emile Heskey - Oliver Bierhoff - Marco Bode - Carsten Jancker - Thomas Linke - Oliver Neuville - Bernd Schneider - Gary Breen - Damien Duff - Matt Holland - Alessandro Del Piero - Hiroaki Morishima - Hidetoshi Nakata - Takayuki Suzuki - Cuauhtémoc Blanco - Gerardo Torrado - Julius Aghahowa - Francisco Arce - Jorge Campos - Roque Santa Cruz | - Paweł Kryszałowicz - Emmanuel Olisadebe - Marcin Żewłakow - Beto - Rui Costa - Vladímir Bestxàstnikh - Valery Karpin - Dmitri Sitxov - Iegor Titov - Salif Diao - Khalilou Fadiga - Milenko Ačimovič - Sebastjan Cimirotič - Quinton Fortune - Benni McCarthy - Teboho Mokoena - Siyabonga Nomvethe - Lucas Radebe - Hwang Sun-Hong - Lee Eul-Yong - Park Ji-Sung - Seol Ki-Hyeon - Song Chong-Gug - Yoo Sang-Chul - Gaizka Mendieta - Juan Carlos Valerón - Niclas Alexandersson - Anders Svensson - Raouf Bouzaiene - Emre Belözoğlu - Bülent Korkmaz - Hakan Şükür - Clint Mathis - John O'Brien - Diego Forlán - Richard Morales - Álvaro Recoba - Darío Rodríguez Gols en pròpia porta - Jorge Costa (per USA) - Carles Puyol (per Paraguai) - Jeff Agoos (per Portugal) |

## Consequències i llegat
El torneig va tenir un impacte econòmic important tant per a Corea del Sud com per al Japó, generant uns ingressos estimats de 1.3 mil milions de dòlars EUA. La despesa dels turistes del Mundial a Corea del Sud va generar 307 milions de dòlars EUA en ingressos directes i 713 milions de dòlars EUA en valor afegit. Japó va gastar uns 5.6 mil milions de dòlars EUA en els preparatius per a l'esdeveniment, que va tenir un impacte de 24.8 mil milions de dòlars EUA a l'economia japonesa i va representar el 0.6% del seu PIB el 2002.